# Massilly
Massilly – miejscowość i gmina we Francji, w regionie Burgundia-Franche-Comté, w departamencie Saona i Loara.
Według danych z 1990 r. gminę zamieszkiwały 434 osoby, a gęstość zaludnienia wynosiła 80 osób/km² (wśród 2044 gmin Burgundii Massilly plasuje się na 504. miejscu pod względem liczby ludności, natomiast pod względem powierzchni na miejscu 1212.).